# Szűr
Szűr es un pueblo ubicado en el distrito de Mohács, en el condado de Baranya, Hungría.

## Superficie
Posee una superficie de 7,840 kilómetros cuadrados.

## Demografía
Hasta 2019 la población era de 224 habitantes, con una densidad de población de 28,57 habitantes por kilómetro cuadrado.